# Vrbica, Ilirska Bistrica
Vrbica este o localitate din comuna Ilirska Bistrica, Slovenia, cu o populație de 164 de locuitori.